# Murski Vrh
Murski Vrh – wieś w Słowenii, w gminie Radenci. W 2018 roku liczyła 85 mieszkańców.